# 阿尔卡翁
阿尔卡翁，是西班牙卡斯蒂利亚-拉曼恰托莱多省的一个市镇。总面积8平方公里，总人口634人（2001年），人口密度79人/平方公里。